# Jon Kyl
Jon Kyl, né le 25 avril 1942 à Oakland (Nebraska), est un homme politique américain.
Membre du Parti républicain, il est élu à la Chambre des représentants des États-Unis de 1987 à 1995 pour l'Arizona, avant d'entrer au Sénat des États-Unis. Il se retire de ses fonctions en 2013, puis revient brièvement à la vie publique en 2018 pour continuer le mandat de John McCain au Sénat, à la suite du décès de ce dernier. De 2007 à 2013, il est également whip des républicains au Sénat.

## Biographie

### Représentant des États-Unis
Avocat à Phoenix, plus grande ville de l'Arizona, Jon Kyl est le fils de John Henry Kyl (en), élu de l'Iowa à la Chambre des représentants des États-Unis à deux reprises, de 1959 à 1965 et de 1967 à 1973. De 1987 à 1995, Jon Kyl est lui-même élu de l'Arizona à la Chambre des représentants.

### Sénateur des États-Unis

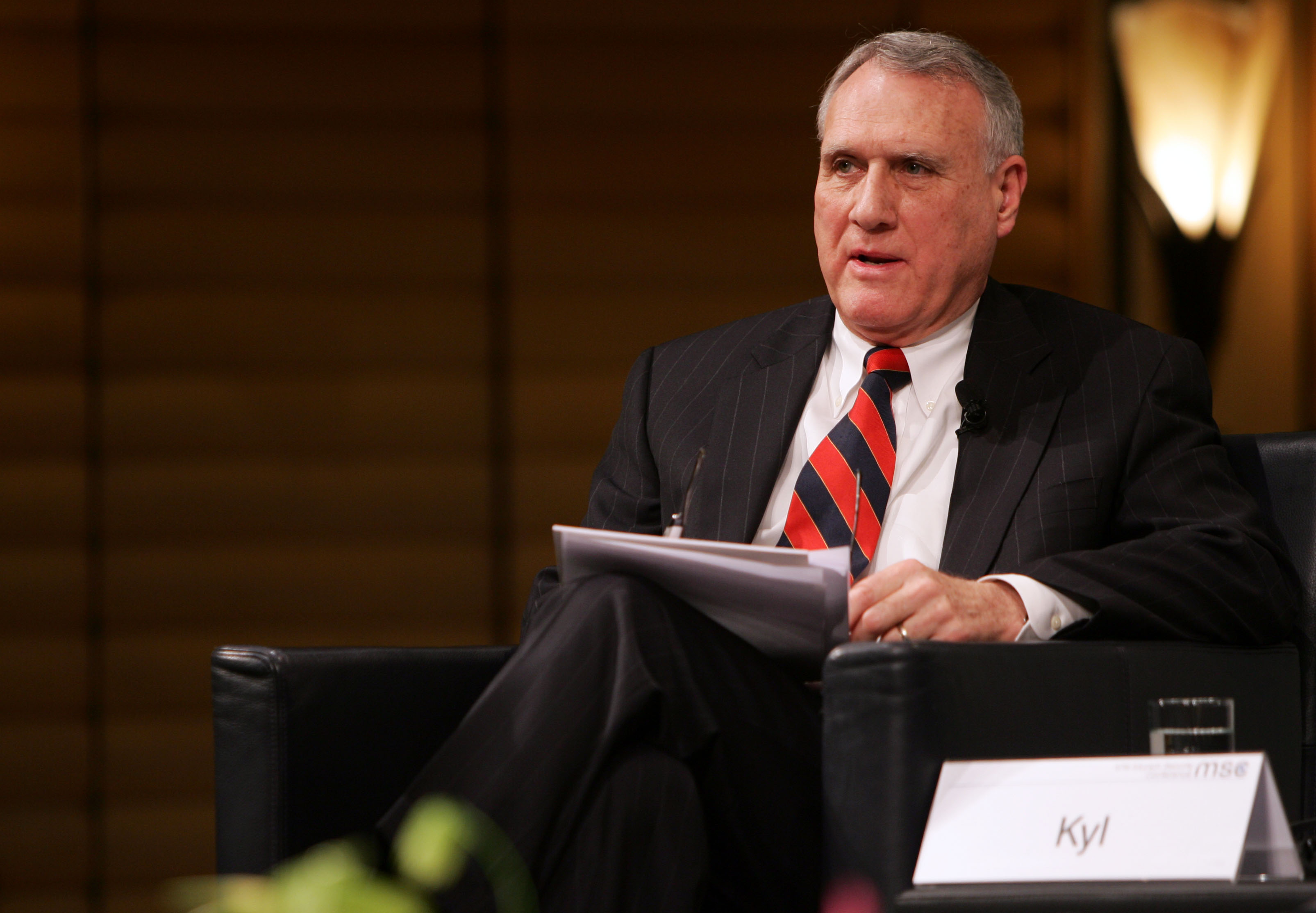
Jon Kyl à la Conférence de Munich sur la sécurité de 2011.

À la suite des élections de 1994 et sa victoire sur le représentant fédéral Sam Coppersmith, candidat du Parti démocrate (53,7 % contre 39,5 % des suffrages), il entre au Sénat. Il est triomphalement réélu en 2000 (79,3 %), puis en 2006 (53,3 %). Durant son mandat de sénateur, Kyl est membre des commissions judiciaire, des finances, de l'énergie et des ressources naturelles et des renseignement. Il est également le numéro deux du groupe des sénateurs du parti minoritaire au Sénat à partir du 16 décembre 2007, succédant à Trent Lott (Mississippi). Kyl n'est pas candidat à sa succession en 2012.
Il redevient sénateur le 5 septembre 2018, ayant été désigné par le gouverneur Doug Ducey pour succéder à John McCain, décédé. Kyl démissionne du Sénat une minute avant minuit le 31 décembre 2018. Le gouverneur le remplace par Martha McSally de façon controversée, cette dernière venant d'être battue par Kyrsten Sinema aux élections de 2018.